# Ати де л'Орн
Ати де л'Орн (фр. Athis-de-l'Orne) насеље је и општина у северној Француској у региону Доња Нормандија, у департману Орн која припада префектури Аржантан.
По подацима из 2011. године у општини је живело 2.589 становника, а густина насељености је износила 79,74 становника/km². Општина се простире на површини од 32,47 km². Налази се на средњој надморској висини од 231 метар (максималној 268 m, а минималној 102 m).

## Демографија
| 1962. | 1968. | 1975. | 1982. | 1990. | 1999. | 2011. |
| ----- | ----- | ----- | ----- | ----- | ----- | ----- |
| 1.985 | 2.016 | 2.202 | 2.369 | 2.395 | 2.421 | 2.589 |

График промене броја становника у току последњих година